# Аяута
Аяута (яп. 綾歌郡 Аяута-гун) уезд расположен в японской префектуре Кагава.

Расположение уезда Аята в префектуре Кагава.

По оценкам на 1 апреля 2017 года, население составляет 42 398 человек, площадь 117,85 км², плотность 360 человек / км².

## Посёлки и сёла
- Аягава
- Утадзу

## Слияния
- 22 марта 2005 года посёлки Аята and Хандзан слились в город Маругаме.
- 10 января 2006 года посёлок Кокубундзи, наряду с посёлками Мюре и Адзи, из уезда Кита, и посёлками Кагава и Конан, из уезда Кагава слились в город Такамацу.
- 21 марта 2006 года посёлки Аяками и посёлок слились в посёлок Аягава.